# إلمو (تكساس)
إلمو (بالإنجليزية: Elmo)‏ هي مدينة أمريكية تقع في ولاية تكساس.ويبلغ عدد سكانها 90 نسمة حسب إحصاء سنة 2010 م.

## أعلام
- لولو بيل ماديسون وايت